# Patinação de velocidade nos Jogos Pan-Americanos de 2011 - 10000 m eliminação + pontos feminino
A competição dos 10000 metros eliminação + pontos feminino foi um dos eventos da patinação de velocidade sobre rodas nos Jogos Pan-Americanos de 2011. Foi disputada por dez patinadoras no Patinódromo Pan-Americano em 27 de outubro.

## Calendário
Horário local (UTC-6).
| Data          | Horário | Fase  |
| ------------- | ------- | ----- |
| 27 de outubro | 19:30   | Final |

## Medalhistas
| Ouro   | COL Kelly Martínez  |
| Prata  | ARG Melisa Bonnet   |
| Bronze | CHI Catherine Peñan |

## Resultados
| Pos.              | Patinadora          | País               | Total |
| ----------------- | ------------------- | ------------------ | ----- |
| Medalha de ouro   | Kelly Martínez      | COL Colômbia       | 30    |
| Medalha de prata  | Melisa Bonnet       | ARG Argentina      | 23    |
| Medalha de bronze | Catherine Peñan     | CHI Chile          | 10    |
|                   | Daniela Luna        | MEX México         |       |
|                   | Sindy Cortés        | VEN Venezuela      | DNF   |
|                   | Martine Charbonneau | CAN Canadá         | DNF   |
|                   | Judith López        | ESA El Salvador    | DNF   |
|                   | Joan Estrada        | GUA Guatemala      | DNF   |
|                   | Samantha Goetz      | USA Estados Unidos | DNF   |
|                   | Susanne Piedra      | CRC Costa Rica     | DNF   |